# Salm-Rheingrafenstein-Grenzweiler
Salm-Rheingrafenstein-Grenzweiler fou un wild i ringraviat del Sacre Imperi Romanogermànic sorgit el 1668 per divisió de la branca de Salm-Grumbach.
El 1803 fou mediatitzada i després incorporada a Prússia. Es va extingir el 1819 i el títol va passar a Salm-Horstmar.